# 원격작용
원격작용(action at a distance)은 물리학에서 물체의 운동이 물리적인 접촉 없이 다른 물체의 영향을 받을 수 있다는 개념이다. 즉, 공간에서 분리된 객체의 비국소적 상호작용이다. 쿨롱 법칙과 뉴턴의 만유인력의 법칙은 원격에서의 작용에 기초한다.
역사적으로 원격작용은 중력과 전기에 대한 최초의 과학적 모델이었으며 많은 전자기학실제 사례에서 계속해서 유용한다. 19세기와 20세기에 이러한 현상을 보다 정확하게 설명하기 위해 현장 모델이 등장했다. 전자와 특수 상대성이론의 발견은 장 이론에 대한 대안을 제공하는 새로운 원격 모델을 탄생시켰다. 우리의 현대적 이해에 따르면, 모든 물리학의 네 가지 기본 상호작용(중력, 전자기학, 강한 상호작용 및 약한 상호작용)은 원격작용으로 설명되지 않는다.

## 같이 보기
- 국소성의 원리